# Gilda
Gilda este un film noir dramatic american din 1946 regizat de Charles Vidor, realizat pe baza unei povestiri de E.A. Ellington. În rolurie principale joacă actorii Rita Hayworth și Glenn Ford.

## Distribuție
- Rita Hayworth ca Gida Mundson Farrell
- Glenn Ford ca John Farrell / Narrator
- George Macready ca Ballin Mundson
- Joseph Calleia ca Det. Maurice Obregon
- Steve Geray ca Uncle Pio
- Joe Sawyer ca Casey